# Anneken Hendriks

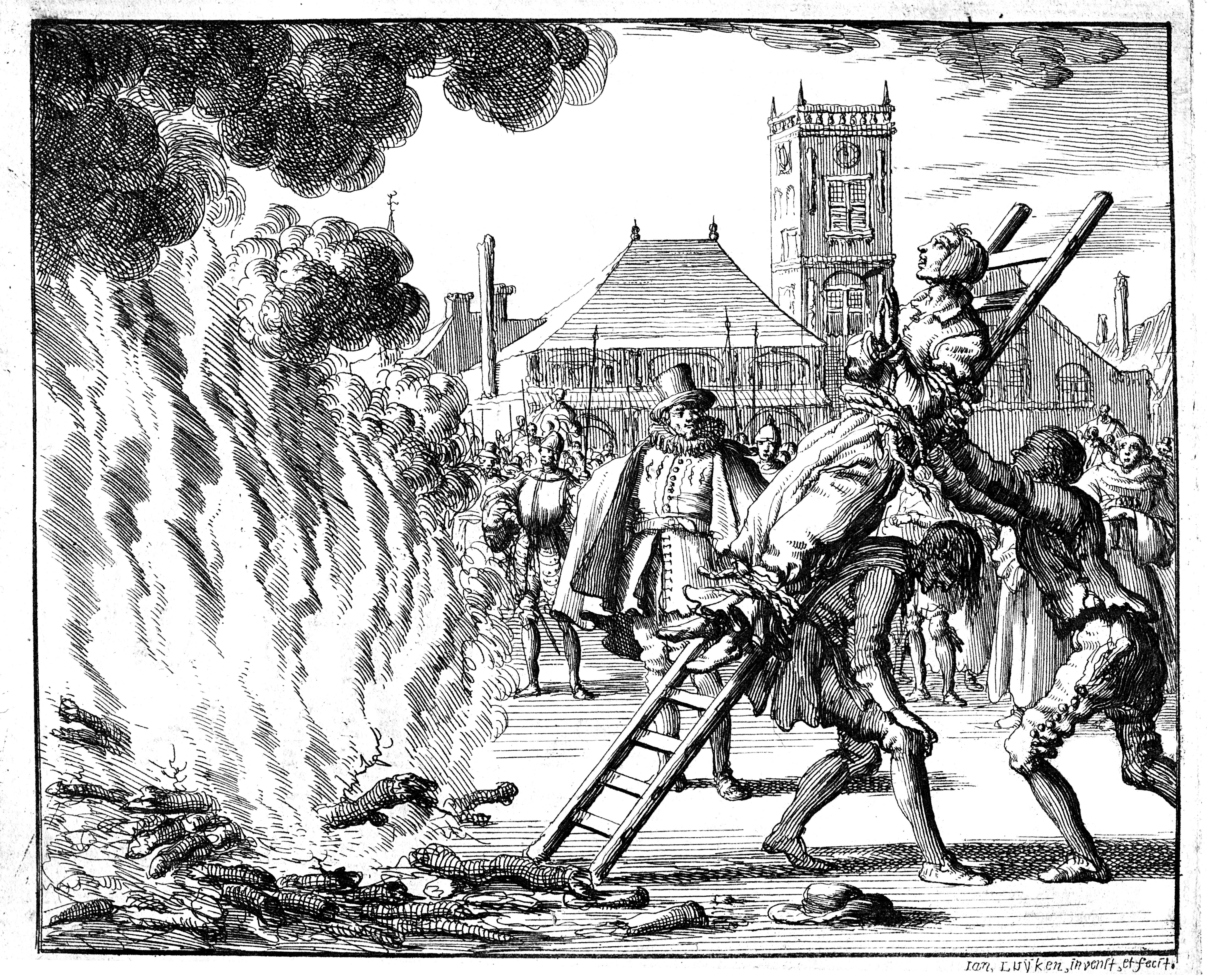
Die Hinrichtung Anneken Hendriks 1571 auf dem Scheiterhaufen in Amsterdam. Darstellung aus dem Märtyrerspiegel, Radierung von Jan Luyken.

Anneken Hendriks (* 1522; † 10. November 1571 in Amsterdam, Niederlande; auch bekannt als Anna Heyndriksdochter und als Anneke de Vlaster) ist eine friesische Märtyrerin der Täuferbewegung.

## Leben
Sie wurde im Rahmen der Verfolgung der Täufer gefangen genommen und am 27. Oktober 1571 der peinlichen Befragung unterzogen, weigerte sich aber die Namen weiterer Mennoniten zu verraten. Der Widerstand einer Frau aus einfachen Verhältnissen, von reifen 48 oder 49 Jahren, verärgerte die Ratsherren derart, dass sie eine auch für damalige Verhältnisse ungewöhnliche Form der Bestrafung wählten. Anneken Hendriks wurde an eine Leiter festgebunden und ihr Mund mit Schießpulver gefüllt. Anschließend wurde sie so durch die Stadt zum Richtplatz getragen, wo sie in den brennenden Scheiterhaufen geworfen wurde.
Ihr Tod wurde in einem Kupferstich von Jan Luyken illustriert und im Märtyrerspiegel publiziert.